# Wok to Walk
Wok to Walk（ウォック・トゥー・ウォーク）は、アジア料理ファストフードのチェーン店。タイの屋台から着想を得て2004年にオランダのアムステルダムで開業し、2006年から事業を拡大して現在では3大陸14カ国に展開し、70店舗以上を構える。
注文は3段階からなる。（1）最初に炒める主食をどれにするか数種類の米や麺などから選び、（2）次に一緒に炒める具材を野菜や肉、魚介類、豆腐などから選び、（3）最後に味付けするソースやトッピングの種類を選ぶ。ソースの種類は、甘辛いものであれば「香港」、照り焼き風味であれば「東京」、オイスターソースであれば「北京」というように、アジアの各都市の名が付けられている。その他、ソフトドリンク等も注文できる。

## 展開先
ヨーロッパ
- イタリア
- イギリス
- エストニア
- オランダ
- スペイン
- ドイツ
- フランス
- ブルガリア
- ポルトガル
- ラトビア
- リトアニア

南北アメリカ
- アメリカ合衆国
- コロンビア
- メキシコ

アフリカ
- モロッコ

アジア
- インド
- イスラエル
- サウジアラビア